# علم الآثار التاريخي
علم الآثار التاريخي هو نوع من علم الآثار يتعامل مع الأماكن والأشياء والقضايا من الماضي أو الحاضر عندما يمكن للسجلات المكتوبة والتقاليد الشفوية إبلاغ السياق الثقافي للمادة. يمكن لهذه السجلات أن تكمل الأدلة الأثرية التي يُعثر عليها في موقع معين أو تتعارض معها. تركز الدراسات على المجتمعات التي كانت تتواجد في الفترات التاريخية المقرونة بالكتابة، مقابل المجتمعات غير المتعلمة في الفترات ما قبل التاريخ. قد تشمل الدراسة حياة الأفراد الذين لم تكن هناك حاجة كبيرة لتوثيقهم كتابة، مثل الطبقة العاملة والعبيد والخدم بعقود والأطفال الذين عاشوا في الفترات التاريخية. يمكن العثور على المواقع الأثرية على اليابسة وتحت الماء. يعد علم الآثار الصناعية، ما لم يتم ممارسته في مواقع صناعية من حقبة ما قبل التاريخ، شكلاً من أشكال علم الآثار التاريخي الذي يركز على بقايا ومنتجات الصناعة وعصر الصناعة.